# J. J. Juez (telenovela mexicana)
J. J. Juez es una telenovela mexicana producida por Valentín Pimstein para Televisa en 1979. 
Adaptación de Caridad Bravo Adams de la novela chilena del mismo nombre del autor Arturo Moya Grau, y protagonizada por Blanca Sánchez , Salvador Pineda y antagonizada por Joaquín Cordero y Silvia Pasquel.

## Argumento
Julia Jiménez es una joven abogada, hermosa e inteligente, que ha desempeñado una exitosa carrera en la Ciudad de México. Un día se entera de que en un apartado pueblo llamado Troncales, se comete un crimen: el joven pueblerino Raúl Gondra es encontrado asesinado. A Julia le ofrecen el puesto de juez encargada de la investigación, y ella sin dudarlo acepta, no solo por su deseo como buena abogada de hacer justicia, sino que también porque allí vive su padre un hombre que abandonó a su mamá siendo ella muy pequeña, y que por su causa murió de pena y desolación. Por ello Julia buscará vengarse de ese hombre que le hizo tanto daño a su madre.
Así Julia, o la "J.J. Juez" se instala en Troncales y comienza su trabajo. Pero se da cuenta de que no va a ser fácil, pues los habitantes del pueblo no están muy dispuestos a colaborar. Gran parte de la culpa la tiene Nicolás Garmendia, uno de los hombres más poderosos de Troncales y algo así como el "cacique" del pueblo, y a quien los habitantes le tienen mucho temor. Aún con todas las dificultades Julia encuentra personas que se ofrecen a ayudarla, como el caso de Martín el hermano mayor del joven asesinado. Martín le tiene un profundo odio a Nicolás, pues él le arrebató ilegalmente las tierras que eran de su padre y que por derecho le corresponden a él. Martín también sospecha que Nicolás es el asesino de su hermano. Pero la situación se le complicará cuando conozca a la hija de Garmendia, Paula, una muchacha pedante y ambiciosa que se enamora enfermizamente de Martín y estará dispuesta a todo con tal de conquistarlo, causando severos roces con su padre y con su hermano Rodrigo, un Don Juan empedernido.
En el pueblo conviven todo tipo de personajes, que también se ofrecen a ayudar a Julia, como el Maestro Bondad, un carismático maestro que hace honor a su apodo; Marcial el doctor del pueblo, Pajarito el simpático secretario de Julia; Hamlet el peculiar cartero, Malvina e Hilario los dueños de la única cantina de Troncales, y Paulette una enigmática mujer francesa que llega de improviso al pueblo con un propósito escondido.
Pese a los acosos de Paula, Martín se enamora de Julia y ella le corresponde, sin embargo deberá enfrentarse con la vengativa Paula que no permitirá que sean felices, y con los distintos y dolorosos secretos que se van asomando poco a poco que ella avanza en su investigación.

## Elenco
- Blanca Sánchez - Julia Jiménez "J.J. Juez"
- Salvador Pineda - Martín Gondra
- Joaquín Cordero - Nicolás Garmendia
- Silvia Pasquel - Paula Garmendia
- Renata Flores - Irene Garmendia
- José Elías Moreno - Rodrigo Garmendia
- Guillermo Orea - Maestro Bondad
- Lilia Aragón - Gilda
- Sonia Furio - Natalia
- Miguel Córcega - Hilario
- Lorenzo de Rodas - Gonzalo
- Luis Bayardo - Pajarito
- Arturo Lorca - Hamlet
- Nadia Haro Oliva - Paulette Villamora
- Héctor Cruz - Bruno
- Luis Torner - Anselmo
- Virginia Gutierrez - Marga
- Héctor Gómez - Marcial
- Tita Grieg - Malvina
- Odiseo Bichir - Raúl Gondra
- Alma Delfina
- Enrique Gilabert - Juez

## Versiones
- La versión original de esta telenovela fue la teleserie chilena J.J. Juez, emitida por Canal 13 en 1975. La teleserie fue dirigida por José Caviedes y tuvo como protagonistas a Amelia Requena en el papel de Julia Jiménez y a Walter Kliche como Martín Gondra.